# Antoni Batllori i Obiols

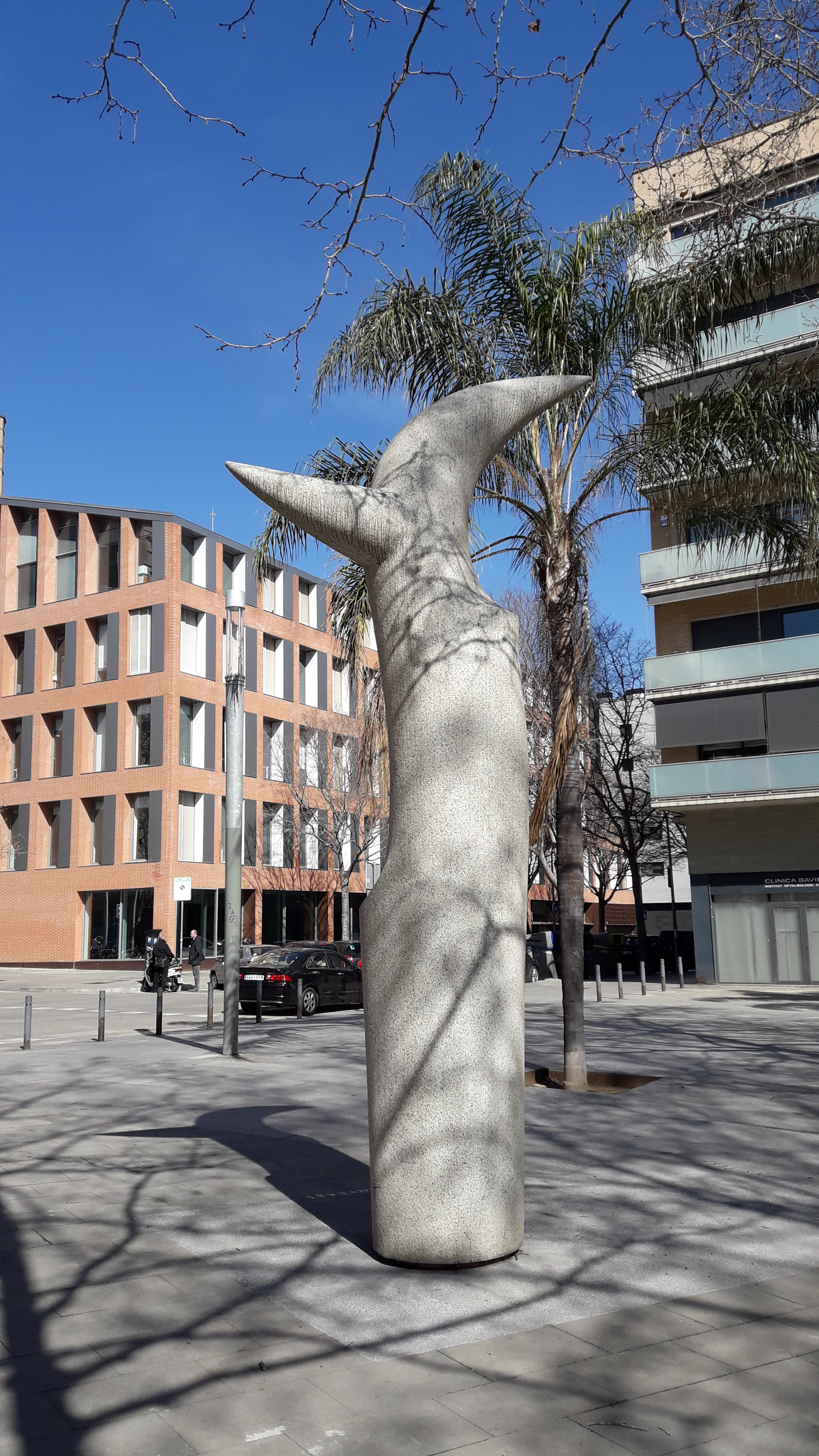
Monument a les Il·lusions Perdudes

Antoni Batllori i Obiols   (Barcelona, 1951 - Teià, 7 de gener de 2023) fou un dibuixant d'humor i caricaturista català que signava com a Toni Batllori. Va ser un autor de traç segur i espontani, fabricant de caricatures molt expressives. Amb un humor contundent i coherent, va afrontar sense por els temes difícils de l'actualitat.

## Biografia
Fill del també dibuixant Antoni Batllori i Jofré, va començar a publicar a finals dels anys 1960 a revistes com Oriflama i En Patufet. Als anys 1970 va passar per El Papus, un setmanari satíric en què es van forjar altres dibuixants de la seva generació. També va col·laborar en revistes de barri i publicacions de caràcter polític i social.
Va començar les carreres d'arquitectura, economia i enginyeria, i va formar part del grup d'animació Ninots Putxinel·lis i la cooperativa Drac Màgic, on es va estrenar en les pel·lícules d'animació.
Va publicar als diaris El Noticiero universal (1973), Diari de Barcelona, Avui, El País i La Vanguardia, on va començar a la secció d'esports (1991) i després a la de política (1994). També va col·laborar en un gran nombre de revistes com Butifarra!, El Papus, El Triangle o El Jueves.
Va publicar els llibres Pobres abuelos (El Jueves, 1992), Ninots, la política de 1999 en tiras (La Vanguardia, 2000), a banda d'il·lustrar-ne d'altres. Artista inquiet i polifacètic també es va interessar per la pintura i l'escultura (disposa d'obra escultòrica a Olost de Lluçanès o a l'Estació de França de Barcelona).
Els darrers anys va gestionar a la localitat de Teià, el Fons Batllori, on es van fer exposicions i activitats, el qual es va constituir amb la donació dels dibuixos, llibres i peces de la col·lecció del seu pare, Antoni Batllori Jofré.
Va liderar el projecte Monument a les il·lusions perdudes (MALIP) en favor de l'ONG Pallassos sense Fronteres i va realitzar un monument en granit de 4 metres d'alçària representant un pi bonsai, inaugurat el març de 2015 a la Diagonal i rambla del Poblenou de Barcelona.

## Llibres
- Ninots: la política de 1999 en tiras, ISBN 84-931284-0-6, La Vanguardia, cop. 2000
- Ninots de Toni Batllori: los mejores dibujos publicados en La Vanguardia 2003-2004, El Jueves, DL 2004
- Pujol: 1995-2003, tires de Toni Batllori i textos de Ramón Suñé, ISBN 84-95400-25-1, Dèria, 2003
- Mil millones de mejillones, de Fernando Trias de Bes, amb dibuixos de Toni Batllori, Temas de Hoy, 2010
- La màscara africana, de Jürgen Banscherus, amb dibuixos de Toni Batllori, Cruïlla, 1996
- El misteri del repartidor de pizzes, de Jürgen Banscherus, amb dibuixos de Toni Batllori, Cruïlla, 1999
- La misteriosa desaparició dels xiclets, de Jürgen Banscherus, amb dibuixos de Toni Batllori, Cruïlla, 1996
- El suc dels dies: un dietari, de Raimon Obiols, amb dibuixos de Toni Batllori, ISBN 84-7809-956-5, Columna, 1996

## Premis i reconeixements[6]
- 2000 - Premi Manuel Salas i Ferré
- 2004 - Premi Internacional d'Humor Gat Perich
- 2004 - Premis Junceda, atorgat pels companys de l’Associació Professional d’Il·lustradors de Catalunya (APIC)
- 2008 - Premi Ciutat de Barcelona
- 2015 - Premi Nacional de Comunicació, en la categoria Premsa, “per la qualitat de les seves vinyetes i l’esforç per vincular la feina amb l'actualitat, sempre en un pas de temps molt curt”